# اوگو توستتو
اوگو توستتو (انگلیسی: Ugo Tosetto؛ زادهٔ ۱ اوت ۱۹۵۳) بازیکن فوتبال اهل ایتالیا است.
از باشگاه‌هایی که در آن بازی کرده‌است می‌توان به باشگاه فوتبال مودنا، باشگاه فوتبال مونتسا، باشگاه فوتبال بنونتو، باشگاه فوتبال آ.ث. میلان، باشگاه فوتبال آولینو، باشگاه فوتبال ویچنزا، و باشگاه فوتبال اسپال اشاره کرد.